# Ranibennur
Ranibennur ist eine Stadt im indischen Bundesstaat Karnataka. Die Stadt befindet sich im Zentrum des Bundesstaates und ist ca. 300 km von Bangalore entfernt.
Die Stadt ist Teil des Distrikt Haveri. Ranibennur hat den Status eines Municipal Council. Die Stadt ist in 31 Wards gegliedert.

## Demografie

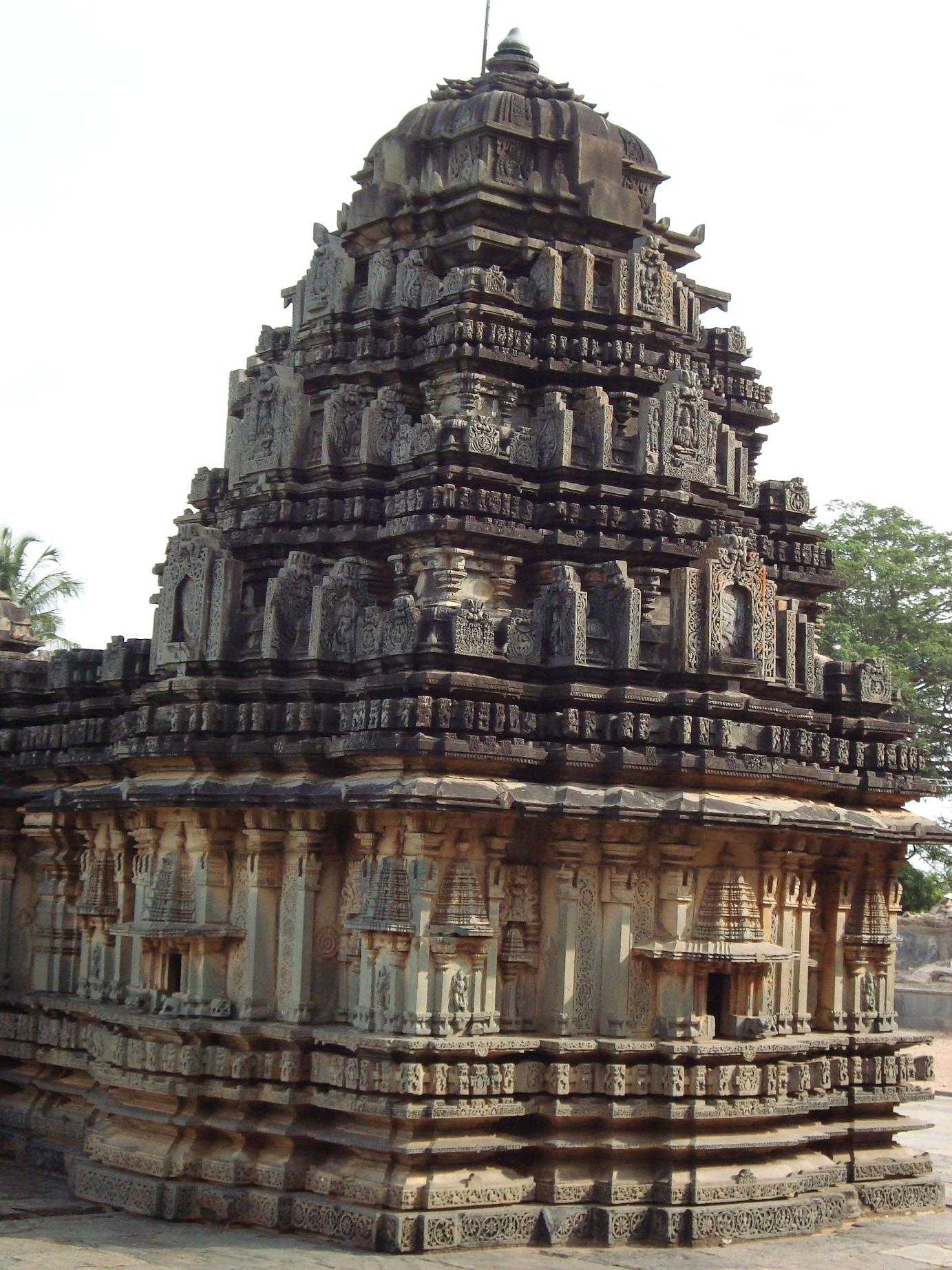
Mukteshwar-Tempel

Die Einwohnerzahl der Stadt liegt laut der Volkszählung von 2011 bei 106.365. Ranibennur hat ein Geschlechterverhältnis von 969 Frauen pro 1000 Männer und damit einen für Indien üblichen Männerüberschuss. Die Alphabetisierungsrate lag bei 86,0 % im Jahr 2011. Knapp 71 % der Bevölkerung sind Hindus, ca. 27 % sind Muslime und ca. 2 % gehören einer anderen oder keiner Religion an. 11,5 % der Bevölkerung sind Kinder unter 6 Jahren.

## Infrastruktur
Die Stadt ist über ihren Bahnhof mit dem Rest Indiens verbunden. Die Stadt liegt an einem National Highway und bietet gute Busverbindungen. Die Stadt ist ca. 1,5 Autostunden von Hubballi (105 km) und ca. 5 Autostunden von Bangalore (300 km) entfernt. Die meisten Busse zwischen Nordkarnataka und Südkarnataka fahren durch Ranebennur.

## Wirtschaft
Der Großteil der Bevölkerung ist in der Landwirtschaft und damit verbundenen Tätigkeiten beschäftigt. In Ranebennur gibt es einen reichen Warenmarkt. Waren wie Baumwollgarn, Baumwollsamen, Ölsamen, rote Chilis, Betelnüsse und Betelblätter und andere Lebensmittel werden gehandelt. In der Stadt sind mehrere Saatgutfirmen ansässig und tätig. Sie ist auch bekannt für seinen Tuchgroßhandelsmarkt und alle Arten von Einzelhandelsgeschäften.

## Sehenswürdigkeiten
Im Dorf Chaudayyadanapura, welches in der Nähe von Ranibennur liegt, befindet sich der Mukteshwar-Tempel, welcher in der Zeit der Kalachuri errichtet wurde.